# Uniroyal
Uniroyal, precedentemente chiamata United States Rubber Company, è una società statunitense fornitrice di pneumatici. 
Dal 1990 in Nord America, Colombia e Perù, il marchio Uniroyal è di proprietà di Michelin, ma al di fuori di tali aree il marchio Uniroyal dal 1979 è di proprietà della tedesca Continental AG, in seguito all'acquisizione di Uniroyal Europe, precedentemente denominata Englebert.

## Storia
Fondata a Naugatuck in Connecticut nel 1892 e specializzata nella progettazione e produzione di pneumatici per mezzi gommati come autocarri e motoveicoli. La denominazione Uniroyal venne assunta dall'azienda alla fine degli anni '50, quando fu acquisita l'azienda belga Englebert, anch'essa specializzata nella produzione di pneumatici scanalati per autoveicoli. Nacque così il marchio Englebert-Uniroyal, divenuto in seguito solo Uniroyal alla fine degli anni '60. 
L'azienda oltre agli pneumatici e ad altri prodotti correlati alla gomma sintetica, produce anche una grande varietà di articoli per uso militare come munizioni e esplosivi. Fu una delle 12 aziende nella Dow Jones Industrial Average e nel 1961 divenne Uniroyal Inc. unificando sotto uno stesso marchio i vari prodotti e le filiali ad essa collegate. Nel 1990, Uniroyal USA fu acquisita dalla francese Michelin. Oggi circa 1 000 lavoratori negli Stati Uniti sono impiegati da Michelin per realizzare i prodotti a marchio Uniroyal. Lo slogan pubblicitario per molto fu United States Tires are Good Tires.

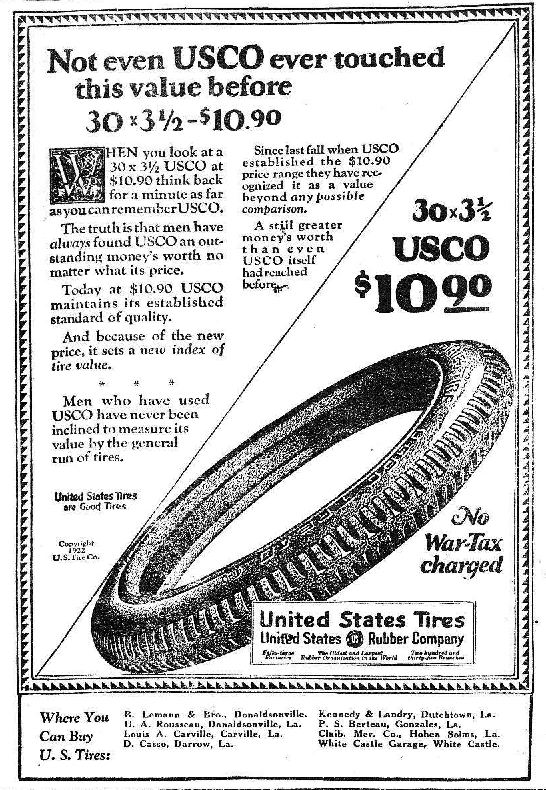
Manifesto pubblicitario della Uniroyal del 1922

Uno dei modelli di pneumatici più noti di Uniroyal è la Tiger Paw, introdotta sul mercato negli anni 60 e inclusa come equipaggiamento di serie per le muscle car statunitensi di quel decennio come la Pontiac GTO.